# Постоянен представител
Постоянен представител е термин от международната дипломация за длъжността на ръководителя на дипломатическа мисия в междуправителствена организация, представляващ държава, членуваща в организацията. Такава дипломатическа мисия се нарича постоянно представителство.
Най-известната от междуправителствените организации, в които се изпращат постоянни представители от държави членки, е Организацията на обединените нации (ООН). Постоянни представители се наричат ръководителите на представителства в централата на ООН в Ню Йорк, но също и на представителства в службите на ООН в Женева, Виена и Найроби.
Постоянните представители често за краткост са наричани посланици заради сходния им дипломатически статут. Въпреки че имат обаче обикновено дипломатически ранг „посланик“, те са акредитирани към междуправителствена организация, а не към държавен глава – за посланици, или ръководител на правителството – за по-низши мисии: на върховни комисари (в Общността на нациите), генерални консули, шарже д'афери и др.
Представителят на държава, която не членува в организацията, в последните десетилетия най-често е наречен посланик, но може да бъде и с друго наименование на длъжността, например:
- постоянен наблюдател – за представляващи държава със статут на наблюдател;
- заместник-министър – за заместващи министър от Комитета на министрите в Съвета на Европа;
- постоянен делегат – за дипломати, акредитирани в ЮНЕСКО.